# Don't Know What You Got (Till It's Gone)
«Don't Know What You Got (Till It's Gone)» (en español: «No sabes lo que tienes hasta que se ha ido») es una power ballad escrita por Tom Keifer e interpretada por la banda estadounidense de glam metal Cinderella, incluida en su segundo álbum de estudio, Long Cold Winter (1988). Esta canción junto con Shake Me fue su sencillo más exitoso, alcanzando el número 12 en las listas en noviembre de 1988. Fue lanzado como el segundo sencillo del álbum el 8 de agosto de 1988. La canción está basada en  la canción de AC/DC «Love Song», del álbum Let There Be Rock, la cual fue la canción más sentimental de la banda para ese entonces. Cinderella tomo la idea de AC/DC y decidió hacer una balada melódica, para ponerle más sentimentalismo a su música, que para ese entonces era bastante pesada.

## Uso en cultura popular
La canción apareció en el capítulo "Raisins" de South Park.
También Aparece En Girasolcita En El Episodio Rock Duro Russ Marverick Parodia A La Banda Motley Crue.
También se alcanza a escuchar en la película El luchador de 2008.
El vídeo musical fue filmado en Mono Lake, California y Bodie California. Este hecho se revela en Tales From the Gypsy Road. 
Esta canción también apareció en la banda sonora, Monster Ballads.